# 華麗輝煌
華麗輝煌（日语：ディープブリランテ），是日本純種競賽馬匹。生涯活躍於中距離賽事，曾勝出2012年東京優駿（日本打吡）。

## 出賽前
2009年5月8日出生於北海道新冠町Paca Paca牧場，成長途中於拍賣會上被北部牧場負責人吉田勝己購入，並於由其子吉田俊介所管理的一口馬主俱樂部Sunday Racing Co. Ltd.進行馬主募集。
其後交由栗東訓練中心練馬師矢作芳人訓練。

## 競賽生涯

### 2歲
2011年10月1日出戰阪神競馬場2歲新馬戰，雖然比賽初段因漏閘而處於中團靠後位置追走，但於第三彎道率先發力下於直路成功衝出，最終拋離對手之下以5馬位優勢取得首勝。
11月19日出戰東京體育盃兩歲錦標，雖然對手之中有每日盃兩歲錦標冠軍亞瑟神劍及分級賽上位馬一路通，但其仍然憑借此次新馬戰中極具統治力的表現取得第一人氣。比賽開始後，其於出閘順利之下跟隨前方慢放的領放馬Keep Believing於第二位置推進，進入直路後隨即發揮優秀的速度加速衝刺。最後400米時，其成功衝出進入獨走狀態，最終成功拋離後方3馬位取得首個分級賽冠軍。
其後由於練馬師矢作芳人因不滿當時贏得朝日盃未來錦標後等同於奪得最佳2歲雄馬頭銜的局面，因而決心安排華麗輝煌出戰日經電台盃兩歲錦標，期望以連勝東京體育盃兩歲錦標及此賽事的方式奪得最佳2歲馬之榮耀。然而賽前其被發現掌骨骨膜炎復發並伴隨骨瘤的症狀，最終決定避戰及進入休養。

### 3歲
2012年2月12日於共同通信盃作爲年度首戰，以1.4倍的獨贏賠率奪得第一人氣。比賽開始後，由於半場比賽缺乏典型的領放馬，加上華麗輝煌處於第2檔內檔位置，因而出閘其隨即搶佔位置帶出。通過第三彎道時，由於騎師岩田康誠於領放的同時刻意放慢步速，因而後方賽駒仍然未有發力的跡象，其得意繼續保持領先。進入直路後，其守住前方位置之餘亦繼續保持速度進行衝刺，然而後方的黃金船於此時突然發力衝出超越華麗輝煌，而華麗輝煌於終點線前稍微失速失去反超的機會，最終以1 3/4馬位差距敗於對手得第二。
其後出戰皋月賞前哨戰春季錦標，比賽初段其並未進行領放，而是保持於第四的位置展開推進。通過第三彎道時，前方三匹賽駒悉數失速沉底，華麗輝煌趁機於此時進佔領先的位置。進入直路後，其隨即加速並爆發出全場第二快末腳，於直路中段逐步拋離後方的雄偉駒。然而最後關頭，其突然內閃浪費腳程並進入不利位置，最終於終點線前被雄偉駒超越以1 1/4馬位差距憾負。
4月15日按照計劃出戰皋月賞，賽前落後春季錦標冠軍雄偉駒及若葉錦標冠軍世界王牌取得第三人氣。比賽開始後，雖然其順利出閘但未積極搶佔位置，而是於第三左右展開推進，並於比賽途中保持穩定的節奏。通過最後彎道時，騎師岩田指揮其抽出外檔避開內欄較泥濘的路線，並且進入望空狀態準備加速。進入直路後，其隨即發揮自身優秀的末腳超越前方的賽駒取得領先，然而於直路中段逐漸被內欄的黃金船及大外檔的世界王牌迫近，最終未能戰勝對手之下以第三完賽。
5月27日出戰東京優駿，本次比賽除了包括其在內的皋月賞三甲參戰外，出賽馬匹亦有青葉賞冠軍超常駿驥、京都新聞盃冠軍圖森赫馬及每日盃冠軍以史為鑑，因而本年度之打吡被視爲大混戰。比賽開始後，前方由澤羅斯帶出並做出前1000米59.1秒的較快步速，而華麗輝煌則於第二、三左右的位置展開推進。通過第一彎道時候，其經已表現出衝前的慾望，所幸於騎師岩田的控制下重新冷靜並以穩定的節奏繼續進行比賽。進入直路後，其隨即於第三的位置展開推進，逐漸迫近前方的領先的澤羅斯及圖森赫馬，並於最後200米取得領先。取得領先後其仍然保持速度以抵擋後方黃金船、世界王牌及超常駿驥的追擊，最終於其堅守下成功和超常駿驥以平頭狀態衝線，而根據照片判定，賽會宣判華麗輝煌以23厘米的優秀壓贏對手取得首個一級賽冠軍，亦爲騎師岩田及練馬師矢作帶來首個打吡優勝。

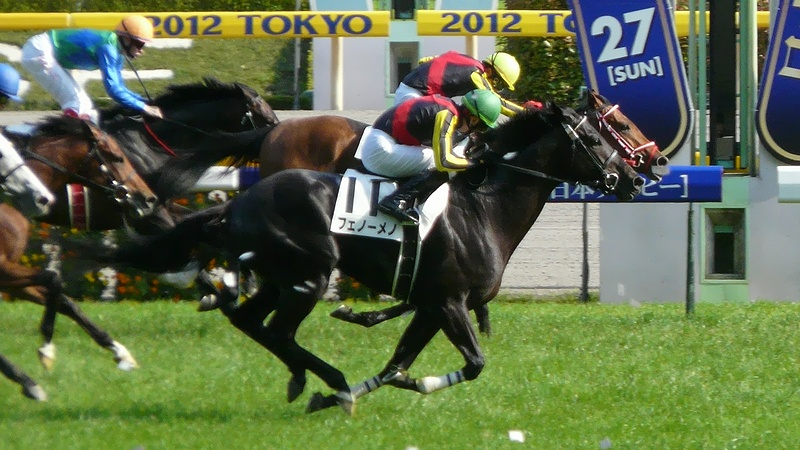
出戰東京優駿的華麗輝煌

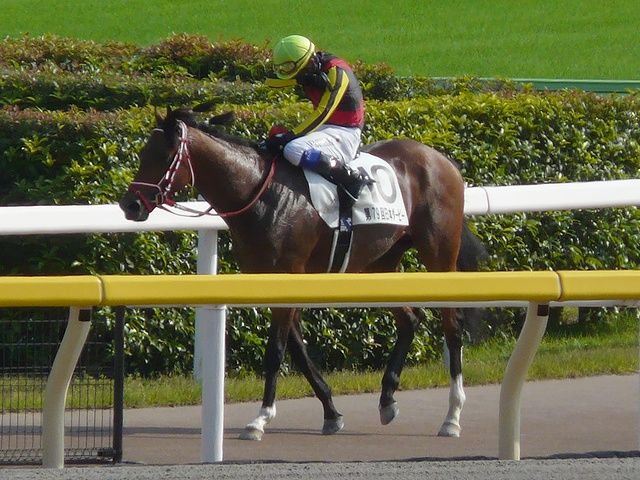
賽後感動落淚的岩田

贏得打吡後其陣營宣佈遠征歐洲的計劃，並以7月21日於英國雅士谷馬場舉行的英皇佐治六世及皇后伊利沙伯錦標作爲首戰。比賽初段其隨即由外檔位置衝出並進佔中團靠前位置，然而於直路上未能發揮以往的優秀末腳，最終以第八完賽。
完成英國的賽事後原定轉戰法國，然而由於飛抵巴黎的直航被取消，因而需要經由荷蘭阿姆斯特丹轉機抵達當地。經歷長途跋涉過後，華麗輝煌表現出明顯的疲倦，而陣營視察其狀態後亦認爲其不適合繼續出賽，因而安排其返回日本放草。
回國後陣營決定以菊花賞爲目標，但於10月18日訓練後被發現右前腳有發熱症狀，於超聲波檢查後確認爲肌腱炎，因而避戰並進入休養，其後陣營更宣佈安排其退役。

### 詳細賽績
| 日期       | 舉辦國家 | 馬場   | 距離   | 級別 | 賽事名稱                       | 負重 | 騎師     | 馬號 | 出馬 | 名次 | 時間     | 頭馬（二馬）     |
| ---------- | -------- | ------ | ------ | ---- | ------------------------------ | ---- | -------- | ---- | ---- | ---- | -------- | ---------------- |
| 1/10/2011  | 日本     | 阪神   | 草1800 |      | 2歲新馬                        | 55   | 岩田康誠 | 10   | 12   | 1    | 1:49.7   | （Ebony Knight） |
| 19/11/2011 | 日本     | 東京   | 草1800 | GIII | 東京體育盃兩歲錦標             | 55   | 岩田康誠 | 13   | 15   | 1    | 1:52.7   | （富士國王）     |
| 12/2/2012  | 日本     | 東京   | 草1800 | GIII | 共同通信盃                     | 57   | 岩田康誠 | 2    | 11   | 2    | 1:48.6   | 黃金船           |
| 18/3/2023  | 日本     | 中山   | 草1800 | GII  | 春季錦標                       | 56   | 岩田康誠 | 9    | 14   | 2    | 1:50.9   | 雄偉駒           |
| 15/4/2012  | 日本     | 中山   | 草2000 | GI   | 皋月賞                         | 57   | 岩田康誠 | 6    | 18   | 3    | 2:01.8   | 黃金船           |
| 27/5/2012  | 日本     | 東京   | 草2400 | GI   | 東京優駿                       | 57   | 岩田康誠 | 10   | 18   | 1    | 2:23.8   | （超常駿驥）     |
| 21/7/2012  | 英國     | 雅士谷 | 草2400 | GI   | 英皇佐治六世及皇后伊利沙伯錦標 | 55   | 岩田康誠 | 10   | 10   | 8    | 紀錄缺失 | （丹山夢）       |

## 退役後
退役後，華麗輝煌成爲了配種馬，於北海道安平町社台Stallion Station休養，在2013年進行配種。首批子嗣於2014年出生。首批子嗣可於2016年出賽。2017年7月2日Seda Brillantes在日經電台賞勝出，成爲首匹勝出分級賽的子嗣。
2019年其被轉移至到北海道日高町育馬者Stallion Station，繼續配種馬的工作。

### 主要子嗣

#### 分級賽優勝子嗣
2014年生
- Seda Brillantes（日經電台賞、中山金盃）

2016年生
- 魔族紳士（日經新春盃）
- 衝勁魅力（杜若紀念、夏日冠軍錦標、兵庫金盃）

2020年生
- 傲蹄巴魯（日經電台賞、每日王冠）

## 血統簡介
父系大震撼爲日本賽駒，為日本賽馬史上第二匹無敗三冠馬，生涯出戰十四場賽事僅得兩場未能勝出，退役後配種成績亦極爲優秀，被譽為「平成之飛馬」。祖父週日寧靜是美國三冠賽雙料冠軍馬，退役後在日本配種，在日本馬壇相當成功，贏得多項分級賽事，其子嗣贏得巨額獎金，連續12年成為日本冠軍種馬。
母系Love And Bubbles為美國生產的法國賽駒，生涯戰績不俗，曾勝出三級賽高諾伊錦標。外祖父Loup Sauvage亦是美國出生的法國賽駒，生涯戰績優秀，曾勝出一級賽伊斯巴翰錦標，亦於法國二千堅尼跑獲第二。

### 血統表
| 父線：週日寧靜系（Halo系）                           |                             |                   |                 |
| 種馬 大震撼 2002年（棗色）                           | 週日寧靜 1986年（棕色）     | Halo              | Hail to Reason  |
| 種馬 大震撼 2002年（棗色）                           | 週日寧靜 1986年（棕色）     | Halo              | Cosmah          |
| 種馬 大震撼 2002年（棗色）                           | 週日寧靜 1986年（棕色）     | Wishing Well      | Understanding   |
| 種馬 大震撼 2002年（棗色）                           | 週日寧靜 1986年（棕色）     | Wishing Well      | Mountain Flower |
| 種馬 大震撼 2002年（棗色）                           | 風中秀髮 1991年（棗色）     | Alzao             | 利法爾          |
| 種馬 大震撼 2002年（棗色）                           | 風中秀髮 1991年（棗色）     | Alzao             | Lady Rebecca    |
| 種馬 大震撼 2002年（棗色）                           | 風中秀髮 1991年（棗色）     | Burghclere        | Busted          |
| 種馬 大震撼 2002年（棗色）                           | 風中秀髮 1991年（棗色）     | Burghclere        | Highclere       |
| 繁殖雌馬 Love and Bubbles 2001年（棗色）             | Loup Sauvage 1994年（栗色） | 河人              | Never Bend      |
| 繁殖雌馬 Love and Bubbles 2001年（棗色）             | Loup Sauvage 1994年（栗色） | 河人              | River Lady      |
| 繁殖雌馬 Love and Bubbles 2001年（棗色）             | Loup Sauvage 1994年（栗色） | Louveterie        | 雷利耶夫        |
| 繁殖雌馬 Love and Bubbles 2001年（棗色）             | Loup Sauvage 1994年（栗色） | Louveterie        | Lupe            |
| 繁殖雌馬 Love and Bubbles 2001年（棗色）             | Bubble Dream 1993年（棗色） | Akarad            | Labus           |
| 繁殖雌馬 Love and Bubbles 2001年（棗色）             | Bubble Dream 1993年（棗色） | Akarad            | Licata          |
| 繁殖雌馬 Love and Bubbles 2001年（棗色）             | Bubble Dream 1993年（棗色） | Bubble Prospector | Miswaki         |
| 繁殖雌馬 Love and Bubbles 2001年（棗色）             | Bubble Dream 1993年（棗色） | Bubble Prospector | Bubble Company  |
| 雌系：號族：1-b                                      |                             |                   |                 |
| 五代內近親交配：利法爾 4×5、Busted 4×5、北地舞人 5×5 |                             |                   |                 |

## 命名由來
名字中，Deep（ディープ）意思是「深入」，繼承自父系大震撼的名字；Brillante（ブリランテ）則於意大利語中，帶有「光輝」之意思，澳門結合兩部分，以「華麗輝煌」作為翻譯。

## 外部連結
- 華麗輝煌 netkeiba.com （页面存档备份，存于）
- 血統表 （页面存档备份，存于）